# Rönneholms mosse

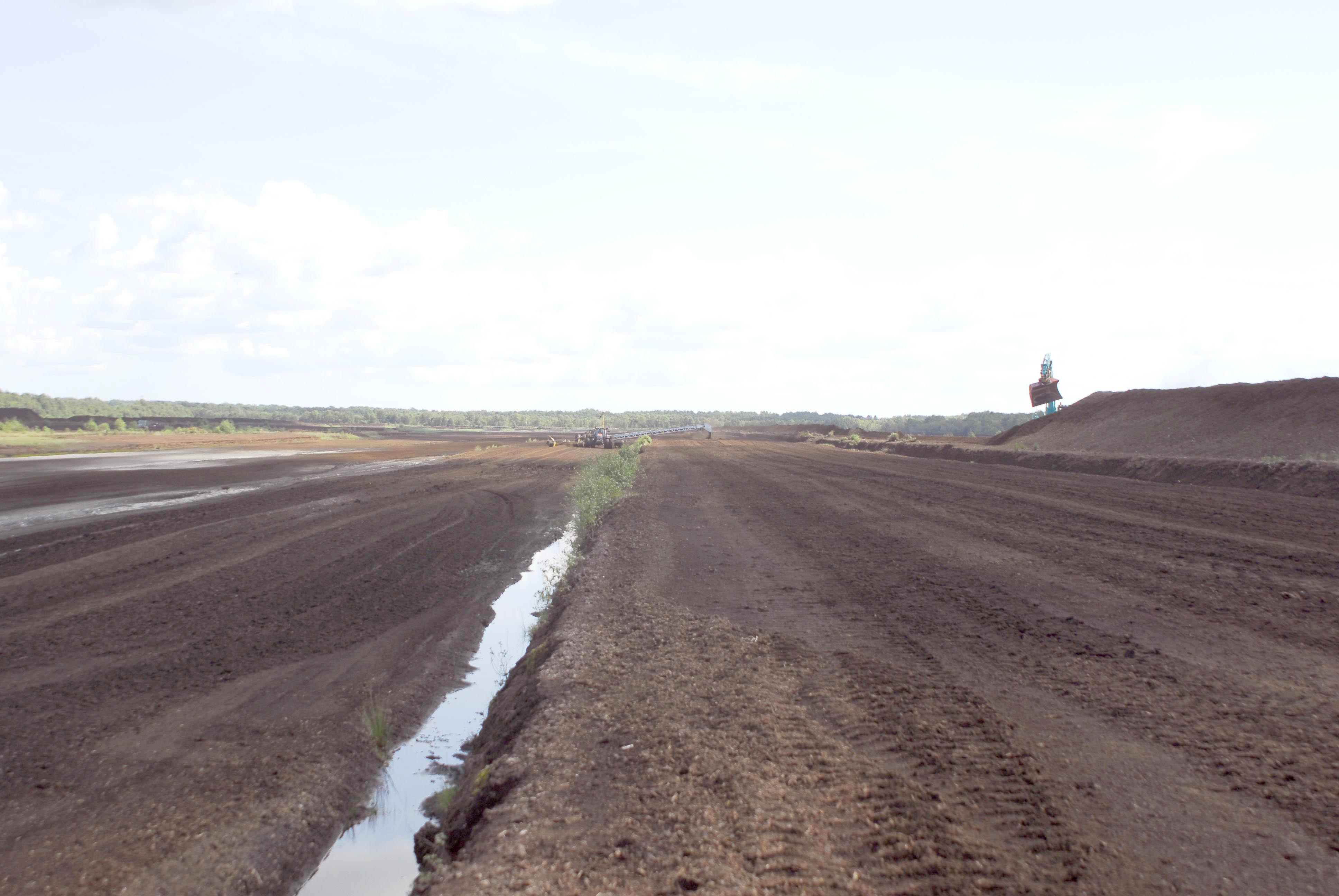
Pågående torvtäkt på Rönneholms mosse

Rönneholms mosse i Eslövs kommun är en torvmosse belägen vid Ringsjön i centrala Skåne. 

## Från tundrasjö till torvtäkt
Fornsjöns igenväxning och mossens historia kan sammanfattas i stora drag. I senglacial tid för cirka 11000 år sedan var  Ringsjöbäckenet en stor issjö betydligt mera vatten och högre vattenstånd än idag. Innan sjön delvis växte igen och  högmossarna bildades, fanns en sjö med en yta av 12 km2 . För 9000 år sedan var fornsjön och Ringsjön förbundna och bildade en av Skånes största insjöar över 50 km2 stor. I denna stora sjö var Bosjöklosterhalvön och Lillöhalvön öar. Fornsjöns södra del ackumulerade sand och norra delen lera. Varmare klimat ändrade villkoren och i söder bildades kalkgyttja rik på skal. Denna gyttja avlagrades i preboreal tid (för 11000-10000 år sedan )  och når en mäktighet över 1 m. Boreal och tidigatlantisk tid (för 10000-9000 år sedan) hade fortsatt en öppen sjö med klart vatten. På bottnarna avsattes  alg- och grov detritusgyttja. Detritusgyttjan är oftast ett par decimeter tjockt, som mest 0,7 m. Tidigatlantisk tid för 8000 år sedan innebar att stora vassbälten växte över fornsjön. 1 m tjockt lager av vasstorv bildades på sina ställen. Den grunda sjön fick karaktär av våtmark och ett lager av  starrtorv formades. Sumpmarksstadiet varade till slutet av sen atlantisk tid. Vattenytan minskade efter hand och till slut återstod bara Rönne å. Under kärrtiden bredde buskar och träd ut vid kanten av mossen. Även torrare område i mossen fick träd. Därför finns det rötter och grenar av björk och tall i mossen. Under subboreal tid för 6000 år sedan började högmossen och det översta lagret av vitmosstorv bildades.

## Torvbrytning
Torvbrytningen på mossen har numera upphört. Rönneholms mosse har en yta på 250 hektar. Torvlagret var ursprungligen 2-5 m tjockt. Under finns den gamla sjöbottnen. Denna sjöbotten har kommit i dagen flerstädes. 

## Torvfabrikens historia
Torvströfabriken byggdes 1886 och var en av de första fabrikerna i Sverige. På 1890-talet hade fabriken bytt ägare två gånger men köptes sedan Skånska Andelsbränntorvföreningen u.p.a. 1915-1916 tillkom ett magasin för torv vid Sjöholmens station ett hundratal meter ifrån fabriken. Fabriken byggdes om för produktion av bränntorv och strötorv, och delen för strötorv förnyades 1921-1922. 
Fabriken beskrivs i Svenska orter : atlas över Sverige med ortbeskrivning / Del I : ortbeskrivning /1932: Till Stehag hör Sjöholmens torvfabrik och del av Rönneholms mosse, areal 302,9 har, txv å a. f. 187 200 kr., äg. Skånska andelsbränntorvföreningen, som även äger 5 torp; areal 64,8 har, därav 60,5 åker, 1 skog, txv å jbrf 51 400 kr., därav 51100 jbrv och 300 skgsv.
Lågkonjunkturen på 1930-talet gjorde driften växlande, men efter andra världskriget växte verksamheten. Rönneholms mosse med fabrik övertogs av statliga Svensk Torvförädling AB (STF). Bränntorven avvecklades och byggnaden blev lagrings- och utlastningsplats för torvmull. STF bytte namn till Svenska Torv AB  som såldes till Domänverket 1980.Skåne fick dotterbolaget Svenska Torv Skåne AB 1981.  
Svenska Torv Skåne ägde Kronmull AB, som såldes 1986 till Tetra Pak-koncernen ( Simontorp AB dotterbolag).Kronmull AB såldes vidare till Svalöf Weibull AB 1992. Svalöf Weibulls ägare Lantmännen sålde i sin tur till Econova 2008. Econova driver idag 2021 anläggningen. Mekanisering och modernisering gör att nu arbetar  bara fem mani företaget.

## Smalspårig torvbana i Mellanskåne
Vid Höör, i närheten av Sjöholmen ligger Rönneholms mosse. Torven transporteras på räls från mossen till förädling i en fabriksbyggnad. Spårsystemet  är 15 km långt och spårvidden är 750 mm alltså lite bredare än decauvillespår. Brytningen av torv startades 1886 tillsammans med 600 mm hästdriven torvbana. Denna bana  elektrifierades redan 1916 men bara de mest använda sträckorna. Efter ägarbyte på 1960-talet gjordes spårvidden om till 750 mm och motorlok ersatte eldriften. Rönneholms mossens enda smalspårslok är radiostyrt. Smalspårsloket tillverkades i Sovjetunionen 1962. Det ombyggdes under 1970-talet och fick bland annat en ny Volvo motor. De små enkla vagnarna med vagnkorgar av trä har bytts ut mot stora boggievagnar som lastar 20 kubikmeter torv. Föraren  på grävmaskinen lastar tågsättet med fem vagnar och radiostyr sedan loket  från grävmaskinen.

## Arkeologi
På Rönneholms mosse har man i likhet med den angränsande Ageröds mosse funnit en mängd lämningar från äldre stenåldern, bland annat träföremål och några av Europas mest välbevarade hyddlämningar. Bevaringsförhållandena för organiskt material är på sina ställen mycket goda och man har vid undersökningar av boplatser i mossen funnit belägg för att man nyttjat olika växter som föda, t.ex. gul näckros, hallon och äpple. Fynden kan huvudsakligen dateras till perioden för övergången från sjö till mosse för ca 7500-9000 år sedan.
Boplatserna har lämnat spår som t ex koncentrationer av flinta, sten, hasselnötsskal, träkol ofta härdar och trädkäppar nedtryckta i torven. Det är främst norrsidan av sjön och vanligtvis på öar och uddar av växtmaterial som boplatserna varit belägna. De flesta kan dateras till Maglemose- och Kongemosetid. De finns oftast i vass- och starrtorv då sjön växte igen.  Utkastlager har hamnat i svämgyttja och detritusgyttja. Större boplatser har påträffats i detta område där torvtäkten inte är så djup. Boplatserna ligger oftast i den övre delen av starrtorven ovanför grundvattennivån så har visst organiskt material förstörts. Obränt ben försvinner i sur torv. Annorlunda är det  i lagren av detritus- och kalkgyttja. Organiskt material som hamnat i vattnet vid bosättningarna är oftast välbevarat. 
De tidiga utgrävningarna av mossboplatser fokuserade på redskap, kronologi och dokumenterade inte rumsfördelningen av fynd så noga. Ofta tillvaratogs inte flintavfallet. Även undersökningar från mitten av 1900-talet kunde inte dokumentera fynden så noggrant som görs med totalstation i dagens arkeologi. De sena undersökningarna på Rönneholms mosse har därför gett ny information och aktiviteterna på boplatsytorna. Mossboplatser är  relativt rumsligt och tidsmässigt slutna enheter. Liten påverkan efter att lagren bildades och goda bevaringsförhållande bidrar.
Arne Sjöström har i Mesolitiska lämningar i Rönneholms mosse Arkeologisk förundersökning 2015: Hassle 32:18, Stehag socken, Eslövs kommun, Skåne  beskrivit fynden från Rönneholms mosse mera detaljerat.